# Сант-Андреу-Салоу
Сант-Андреу-Салоу — село в Іспанії, у складі автономної спільноти Каталонія, у провінції Жирона. Муніципалітет займає площу 5,98 км2, а населення в 2014 році становило 155 осіб.